# Heather Headley
Heather Headley (Barataria, 5 oktober 1974) is een Amerikaanse zangeres, songwriter, producent en actrice, afkomstig uit Trinidad en Tobago.

## Biografie
Heather Headley kon op 4-leeftijd piano spelen. De dochter van een pastoor kwam tijdens haar jeugd in aanraking met verschillende muziekstijlen en raakte geïnteresseerd in de richting van calypso, reggae en soca. Op 15-jarige leeftijd verhuisde ze met haar gezin naar de Fort Wayne, Indiana, waar haar vader nieuwe carrièremogelijkheden zag. Na haar afstuderen aan de middelbare school schreef Heather Headley zich in aan de Northwestern University op het gebied van communicatie en muziektheater. Aan het einde van haar studie besloot ze echter om geen academische carrière te maken en werd ze lid van een theatergroep. Al tijdens haar studie stond ze op het theaterpodium: ze speelde een rol in de toneelstukken Dreamgirls en The World Goes Round in het Marriott Lincolnshire Theatre.
In 1997 kreeg ze haar eerste rol in het theater. Het Disney-gezelschap gaf haar de rol van Nala in de musical The Lion King. Hierdoor kon ze de publieke aandacht op zichzelf vestigen. Kort daarna werd ze gecontracteerd door RCA Records en wijdde ze zich aan de muziekindustrie. Een jaar later zong ze samen met Kenny Lattimore het nummer Love Will Find a Way voor de musical The Lion King II, die ook in de advertentie voor deze musical werd uitgezonden. In oktober 2002 verscheen haar debuutalbum This Is Who I Am. Hoewel haar eerste single He Is werd geprezen, haalde ze de top van de hitlijsten niet. Het bereikte slechts #4 In de dancehitlijsten, maar met haar tweede single I Wish I Wasn't was ze succesvoller en haalde ze zelfs een nominatie voor de Grammy Awards. Haar album verkocht uiteindelijk een half miljoen exemplaren en kreeg goud.
In 2004 had ze een cameo in het vervolg op Dirty Dancing als zangeres. Haar tweede album My Mind kwam na een vertraging in 2006 uit. Dit album bereikte #1 in de r&b-hitlijsten. Het titelnummer werd een dancehit en als remix een #1-hit in de Amerikaanse dancehitlijsten. In hetzelfde jaar trad ze op tijdens het concert Under the Desert Sky van Andrea Bocelli en zong met hem onder meer de wereldhit The Prayer. In 2007 trad ze opnieuw op met Bocelli, dit keer in Italië in het Teatro del Silenzio bij Lajatico en zong ze opnieuw The Prayer en Vivo per lei, dit keer met een Anglo-Italiaanse versie. In 2009 verscheen haar huidige album Audience of One, waarin Headley een nieuwe muziekstijl begon: gospel.
In 2017 zong ze A dream is a wish your heart makes in voor de avondshow Disney Illuminations in Disneyland Parijs.

## Privéleven
Heather Headley is getrouwd met Brian Musso, een voormalig voetballer die sinds 6 september 2003 actief was bij de New York Jets.

## Discografie

### Singles
- 2002: He Is
- 2003: I Wish I Wasn't
- 2006: In My Mind

### Albums
- 2002: This Is Who I Am
- 2006: In My Mind
- 2009: Audience of One
- 2012: Only One in the World

- Bibliothèque nationale de France: cb14186122k (data)
- CiNii: DA18022863
- Gemeinsame Normdatei: 135451418
- International Standard Name Identifier: 0000 0000 5518 4530
- Library of Congress Control Number: no99062449
- MusicBrainz: a373933d-555c-446f-a7a2-b8b8a291659f
- Nationale Bibliotheek van Israël: 987007419839205171
- Système universitaire de documentation: 078069173
- Virtual International Authority File: 54357331
- WorldCat: E39PBJcrfRW7M6wVKQPc7xhbVC